# Mustafa Bin Dardef
Mustafa Bin Dardef (en árabe:مصطفىبندردف tr.; Bengasi, 1968 – Sirte, 18 de octubre de 2011) fue un militar libio, comandante de la Brigada Zintan de las fuerzas antigadafistas durante la Guerra de Libia de 2011. Murió por una ronda de mortero justo dos días antes de la caída de Sirte y la muerte del exlíder libio Muamar el Gadafi.

## Vida
Bin Dardef fue un hombre de negocios en la ciudad mediterránea de Bengasi antes de unirse a la rebelión de 2011, importando equipo médico y juguetes para niños, y estuvo encarcelado por sus tendencias islamistas. Él comandó la unidad Fakhri Alsalabi, llamada así después de la muerte de este piloto a mediados de marzo, y luchó en la Segunda Batalla de Bengasi detrás de un hijo y 4 hermanos.
Estuvo activo en la Batalla de Sirte, siendo el comandante que anunció la toma del puerto de Sirte el 26 de septiembre y habló a equipos de noticias discutiendo los últimos avances. También anunció que Moussa Ibrahim (vocero del gobierno libio) había sido capturado en septiembre, aunque esto después se demostró ser falso. Se reportó otra vez que Ibrahim fue capturado cuando la caída de Sirte, aunque esto otra vez se demostró ser falso; el 22 de octubre fue reportada por tercera vez su captura junto con Saif al Islam Gadafi (hijo del dictador), cerca de Bani Walid.

## Muerte
Bin Dardef murió cuando una impactante ronda de mortero entró a un vehículo lleno con munición. Una pieza de metal rota entró a su chaleco antibalas y otra atravesó su cuello matándolo al instante. Fue enterrado en el Cementerio de Mártires de Bengasi junto con otros luchadores que murieron en Sirte.    